# Васкес, Брайтон
Брайтон Хосуэ Васкес Велес (исп. Brayton Josué Vázquez Vélez; род. 5 марта 1998, Сапопан, Халиско) — мексиканский футболист, защитник клуба «Атлас». Выступает за «Тепатитлан» на правах аренды.

## Клубная карьера
Васкес — воспитанник клуба «Атлас». 2 октября 2019 года в поединке Кубка Мексики против «Атлетико Сакатепек» Брайтон дебютировал за основной состав. 19 октября в матче против «Пуэблы» он дебютировал в мексиканской Примере.

## Международная карьера
В 2015 году в составе юношеской сборной Мексики Васкес принял участие в юношеском чемпионате мира в Чили. На турнире он был запасным и на поле не вышел. В 2017 году Васкес в составе молодёжной сборной Мексики принял участие в чемпионате КОНКАКАФ среди молодёжных команд в Коста-Рике. На турнире он был запасным и не сыграл ни минуты. В том же году Васкес в составе принял участие в молодёжном чемпионате мира в Южной Корее. На турнире он сыграл в матче против команды Венесуэлы.
В 2019 году в составе олимпийской сборной Мексики Васкес принял участие в Панамериканских играх в Перу. На турнире он сыграл в матчах против команд Панамы, Аргентины, Эквадора и Гондураса.